# 171 (jogo eletrônico)
171 é um futuro jogo eletrônico de ação-aventura em desenvolvimento pela Betagames Group, uma desenvolvedora independente localizada no estado de São Paulo, Brasil. Está sendo publicado pela Betagames Group para Microsoft Windows, e pela QUByte Interactive para PlayStation 4, PlayStation 5, Xbox One, Xbox Series X/S e Nintendo Switch. Ambientado na fictícia Sumarití, baseada na cidade de Sumaré – interior de São Paulo, o jogador controla o protagonista Nicolau Souza, um jovem de boa índole, que, na versão final do jogo, terá a missão de lidar contra situações turbulentas, tanto em seu cotidiano quanto familiar. O mundo aberto permite que o jogador se locomova a pé ou com veículos. 
A ideia do desenvolvimento do jogo surgiu em 2010, quando modificações brasileiras para jogos como Grand Theft Auto: San Andreas se tornaram proeminentes. O desenvolvimento foi lento ao longo dos primeiros anos pelo fato da equipe ser composta por um grupo de menos de dez pessoas trabalhando no projeto de maneira não-integral. A produção foi reinicializada em 2015, principalmente após a troca do motor gráfico Blender 3D para a Unreal Engine 4. 171 foi revelado oficialmente na internet nesse mesmo ano, gerando grandes expectativas por diversos meios de comunicação e sendo frequentemente apelidado de "Grand Theft Auto brasileiro" por conta de sua inspiração e similaridade aos jogos desta série. Desde então, a Betagames vem lançando novas atualizações de desenvolvimento. 
Em janeiro de 2019, a Betagames Group arrecadou mais de 68 mil reais em doações no Catarse. Isso colaborou no desenvolvimento do jogo e em sua promoção na Brasil Game Show daquele ano. Uma segunda campanha no Catarse, em maio de 2020, fez com que a equipe arrecadasse mais de 195 mil reais. Uma versão pré-alfa foi lançada em 25 de março de 2020 para apoiadores, com uma versão alfa sendo disponibilizada em 17 de novembro de 2022 via acesso antecipado. O lançamento completo e finalizado do jogo estava inicialmente previsto para 2024, mas foi adiado para 2025.

## Desenvolvimento
171 está em desenvolvimento pela Betagames Group, uma desenvolvedora independente de aproximadamente dez integrantes, localizada no estado de São Paulo, Brasil. Em meados de 2010 e 2011, épocas em que modificações brasileiras para jogos como Grand Theft Auto: San Andreas se tornaram populares, eles tiveram a ideia de desenvolver um jogo vagamente ambientado no Brasil. 171 teve como inspiração mods de GTA: San Andreas e outros jogos de mundo aberto que adicionavam elementos brasileiros ao jogo. O significado do título está ligado ao artigo 171 do código penal brasileiro referente ao crime de estelionato.
Ao longo dos anos, entre 2010 e 2015, a equipe utilizou o motor gráfico de jogo Blender, até ter sido substituído posteriormente para a Unreal Engine 4. Durante esse tempo, em 2015, a Betagames lançou o jogo Minta se Puder para a plataforma Windows. Uma página no Patreon, para acarretar fundos para 171, também foi criada em 2015. O processo de desenvolvimento do jogo está sendo realizado de maneira não integral, apenas nos horários livres de seus integrantes.

Em outubro de 2015, a Betagames Group lançou em seu canal no YouTube um teaser-trailer retratando sobre a ambientação, jogabilidade e conceito do jogo. Este vídeo rapidamente alcançou popularidade em vários serviços de meios de comunicação, incluindo a sua aparição na televisão, através do Programa do Porchat da RecordTV. A música usada no trailer foi "Chavão", cedida por Família Shake; isso fez com que a Betagames Group abrisse espaço para que cantores, DJs, bandas e/ou artistas independentes enviassem suas canções para o jogo a fim de ajudar nos elementos sonoros do mesmo, bem como aumentar a popularidade desses artistas. Além disso, a desenvolvedora também disponibilizou o envio de grafitagens de artistas que desejassem expor seu trabalho no jogo. Dois dias depois, eles divulgaram uma nova atualização, focando em mudanças nas viaturas, novos veículos e armamentos.

"Além de sermos desenvolvedores, também gostamos de jogar. Sabemos que essas funções em um jogo de mundo aberto, como o nosso, devem ser tratadas com respeito e atenção, pois nada adianta criar um jogo com um mapa extenso como o oceano mas com a profundidade de uma poça d'água."

—Kleverson Vieira, modelador chefe de 171, falando sobre o processo de desenvolvimento do jogo.
No final de 2016, o site oficial da Betagames Group apresentou uma contagem regressiva até fevereiro de 2017. Muitos especularam que o jogo seria lançado naquela data. No entanto, a data foi referente a uma grande atualização que eles estavam planejando na qual foi adiada para maio daquele ano. No mês seguinte, foi divulgada parceria com a Mega Provedor, uma empresa localizada em São Paulo que disponibilizou sua estrutura para a Betagames Group no objetivo de "suportar uma maior quantidade de usuários online diariamente", por conta do grande número de acessos do público à página terem deixado-a offline duas vezes. A disponibilização de partidas online entre os jogadores também foi considerada. Finalmente, em maio de 2017, a Betagames Group lançou mais uma nova atualização, no qual é demonstrado um vídeo de gameplay referente a "expansão do mapa". Com uma parceria com o canal Gigaton Games do YouTube, o vídeo da gameplay atingiu mais de 2 milhões de visualizações e mais de 170 mil likes até junho de 2019. O vídeo mostra o protagonista caminhando sobre a cidade, com diversos detalhes referentes às periferias brasileiras, como casas não rebocadas, lixeiras e postes pintados. Dois meses depois, eles lançaram mais uma nova atualização, demonstrando o sucesso de seu projeto social realizado em abril de 2016, com um número expressivo de artistas que enviaram suas músicas para a desenvolvedora, incluindo a Família Shake, Sephion, Paradgma e Quartzo Records. Até então, a cidade do jogo estava sendo mantida em segredo, entretanto foi descoberto que a cidade retratada nos vídeos de gameplay do jogo é baseada no município de Sumaré, interior de São Paulo, com o seu nome fictício sendo Sumarití. Esse feito foi descoberto pelo canal do YouTube SanInPlay, em setembro de 2017, após analisar algumas artes conceituais do jogo e a comparação do mapa fictício com o da vida real.
Em fevereiro de 2018, eles divulgaram uma nova atualização do desenvolvimento, dessa vez com um vídeo gameplay do jogo com o protagonista dentro de um veículo. Foi mostrado o processo de tunagem de carros, além de novos elementos no cenário, HUD e elementos de som. No final daquele ano, eles divulgaram a atualização "Jogar pra perder não é comigo", que contava com novas demonstrações de jogabilidade como mecânicas de tiro e destruição de veículos. Junto a isso, eles divulgaram uma campanha no Catarse para poder acarretar fundos para 171 a fim de apresentarem uma gameplay jogável na Brasil Game Show 2019, bem como disponibilizarem brindes e conteúdos extras para os apoiadores. No início de 2019, a desenvolvedora conseguiu arrecadar mais de 68 mil reais na campanha coletiva, conseguindo colocar 171 na Brasil Game Show daquele ano. Em 13 de abril de 2020, foi aberta uma nova campanha de arrecadação no Catarse. Nela existiam duas metas; a primeira tratava-se de um valor de 57.135 reais e a segunda sendo de um valor adicional de 21.632 reais (78.767 somando os dois valores); o dinheiro adicional da segunda meta será investido em um equipamento de captura de movimentos a fim de aperfeiçoar as animações dos personagens. A campanha acabou por ser bem-sucedida, com a equipe arrecadando mais de 30 mil reais nas primeiras 24 horas, e bateu a meta do valor total estimado em apenas 2 dias, possibilitando que a equipe acelerasse a produção do jogo. No total, a desenvolvedora arrecadou mais de 197 mil reais nessa segunda campanha.

## Divulgação e lançamento
Um meio proeminente da Betagames Group em divulgar 171 é através da plataforma YouTube, com vídeos mostrando o processo de desenvolvimento. Além disso, alguns canais dedicados a jogos eletrônicos fizeram parcerias com a desenvolvedora a fim de divulgarem alguma atualização do jogo. Uma campanha de arrecadação de fundos no Catarse foi criada no objetivo de acelerar o desenvolvimento do jogo e promovê-lo na Brasil Game Show (BGS) 2019. Nela, dependendo do valor doado, o jogador poderia ganhar uma cópia da então futura versão pré-alfa, além de alguns brindes, como uma camiseta, uma caneca, um pôster e uma mini escultura do protagonista do jogo. A promoção de 171 na BGS 2019, fez com que mídias relacionadas ao ramo de jogos fizessem artigos dedicados ao jogo. A IGN considerou 171 como um dos destaques da convenção, destacando principalmente o quanto que ele estava gerando visibilidade entre o público. Sobre o fato de ser apelidado de "GTA Brasileiro", alguns dos desenvolvedores admitiram: "não gostamos de chamar de GTA Brasileiro", mas concordaram que tal comparação era "inevitável" e que às vezes se sentiam "lisonjeados" por serem comparados com a "franquia bilionária da Rockstar".

### Versãopré-alfa
A primeira versão pré-alfa foi demonstrada na BGS 2019 em outubro daquele ano e consistia em um número de dez carros e duas armas em uma parte limitada da cidade. Uma segunda versão de desenvolvimento, a pré-alfa 2, foi lançada em 25 de março de 2020. Originalmente, ela estava prevista para o final de 2019, contudo foi adiada para propor uma experiência com um "melhor nível de qualidade" para os jogadores. Essa versão está disponível para Microsoft Windows via Steam somente àqueles que colaboraram na campanha de dezembro de 2018 a janeiro de 2019 no Catarse (doando uma quantia acima de 50,00 reais) e para algumas personalidades da mídia para promover o jogo. Essas personalidades incluem YouTubers, como aqueles que haviam feito parcerias anteriormente para a desenvolvedora, e para outros que expressaram interesse no jogo. Diferente da primeira versão vista na BGS, a pré-alfa 2 inclui um sistema de procurado semelhante ao da série Grand Theft Auto, além de dublagem e possibilidade de trocar de roupa. Ela foi elogiada principalmente pela sua ambientação, jogabilidade com veículos e dublagem.
Após o lançamento da pré-alfa 2, alguns sites e, principalmente, canais no YouTube usaram o nome do jogo a fim de realizarem golpes, dizendo que o título estava disponível em outras plataformas (como Android) e que existia uma versão disponível gratuitamente para download, tanto em dispositivos móveis quanto para Windows. Algumas pessoas relataram que vírus entraram em seus dispositívos, com alguns capazes de roubar dados pessoais do usuário. A Betagames Group e várias outras personalidades foram completamente contra tais atitudes e denúncias foram feitas a esses canais, com alguns desses vídeos sendo finalmente deletados da plataforma. Isso mostrou que várias pessoas estavam com interesse em adquirir o jogo de alguma forma, com a Betagames Group divulgando que iriam disponibilizar uma nova campanha de arrecadação em um futuro próximo.

### Versão alfa e acesso antecipado
Uma versão alfa do jogo estava prevista para ser lançada no segundo semestre de 2020. Essa versão foi possibilitada após uma segunda campanha no Catarse, em maio de 2020, ter sido bem-sucedida. Essa versão possui novas mecânicas, bem como um sistema dinâmico de dia e noite, novas armas, novos veículos (como motos), aprimoramento da polícia e de personagens, novas movimentações, lojas de armas, mais roupas e correções dos bugs vistos na versão pré-alfa. Por conta de impactos causados pela pandemia de COVID-19 na produção do jogo, o lançamento da versão alfa foi adiado e chegaria em 23 de março de 2021. Por conta de outros problemas de produção, o lançamento da alfa foi postergado para uma data não especificada, com a desenvolvedora declarando que evitaria divulgar novas datas antes de ter "plena certeza de sua conclusão em seu melhor estado de polimento". Em 12 de outubro de 2022, foi lançado um trailer da versão alfa do jogo, que foi lançada em 17 de novembro de 2022 para Windows via acesso antecipado na Steam, com versões para os consoles PlayStation 4, PlayStation 5, Xbox One, Xbox Series X/S e Nintendo Switch previstas para serem lançadas em uma data posterior. No dia de seu lançamento, a versão alfa alcançou o primeiro lugar de jogos mais vendidos da Steam.

### Versão beta
Na campanha no Catarse de janeiro de 2019, a Betagames Group comentou que "se nossas metas forem atingidas" poderia lançar uma versão beta do jogo em algum momento do ano de 2021. Na campanha de maio de 2020, a equipe reafirmou que o lançamento da beta ainda estaria programado para 2021. Com o adiamento da versão alfa para 2022, a versão beta encontra-se atualmente sem data.

### Versão final
Com o lançamento da versão alfa do jogo em 17 de novembro de 2022, a Betagames Group comentou que planeja lançar oficialmente a versão final de 171 no começo de 2024, apesar de reconhecer que este período de lançamento pode estar passível de mudanças.

## Impacto cultural e controvérsias
171 aparece no quinto episódio da primeira temporada da série de televisão Pico da Neblina (2019), transmitida pela HBO Brasil e co-dirigida por Fernando Meirelles, o último no qual foi indicado ao Óscar pelo filme Cidade de Deus (2002).

### Acusações de hiperfaturamento
Em novembro de 2022, o site MixMods denunciou um suposto hiperfaturamento por parte da Betagames Group (BGG) na campanha para a arrecadação de fundos destinada à produção do game 171. O site diz que a BGG teria estipulado uma meta de R$300.000 para melhorar as mecânicas do jogo; porém, de acordo com eles, os gastos totais para as produções foram por volta de R$3.000, o que seria 100 vezes menos do que a BGG teria dito que fosse necessário. A MixMods alega que a BGG teria utilizado "assets" (elementos que constituem um jogo, como ilustrações, efeitos sonoros, scripts, etc.) prontos da internet que seriam vendidos por cerca de 50 dólares (250 reais). Além disso, o site também acusa a BGG de faltar com a transparência em relação às metas e ao resultado entregue.